# Xu Xuesong
Xu Xuesong (ur. 1996 r. w Shanxi) – chiński aerobik, dwukrotny mistrz świata, wicemistrz Azji.
Sportową przygodę zaczął, mając cztery lata. Na pierwszych mistrzostwach świata w 2016 roku w Inczon zdobył złoto w zawodach grupowych. Dwa lata później w Guimarães obronił ten tytuł, dorzucając do swego dorobku medalowego brąz w trójkach.
W 2013 roku przeszedł operację dolnej części ciała.